# Rhagadochir carpenteri
Rhagadochir carpenteri är en insektsart som beskrevs av Davis 1940. Rhagadochir carpenteri ingår i släktet Rhagadochir och familjen Archembiidae. Inga underarter finns listade.